# Торжественная кантата в память 100-летней годовщины А. С. Пушкина
Торжественная кантата в память 100-летней годовщины А. С. Пушкина — музыкальное произведение (соч. 65, кантата), написанное Александром Глазуновым в 1899 году в память А. С. Пушкина. Также известна как «Кантата к 100-летию А. С. Пушкина», «Мемориальная кантата». Состоит из пяти частей, написана на стихи великого князя Константина Романова.
В честь юбилея была отлита специальная медаль, театры подготовили драматические спектакли и оперы по пушкинским произведениям, в конференц-зале Императорской Академии наук устроили выставку вещей и рукописей поэта, для народа повсеместно проводили пушкинские чтения с различными картинками. Было подготовлено роскошное издание «Песни о вещем Олеге» с рисунками В. М. Васнецова, имение Михайловское приобрели в казну, а могилу поэта взяли под охрану. Увидел свет первый том академического издания А.С. Пушкина. В Академии наук учредили Разряд изящной словесности, куда избирали лучших писателей, и фонд имени Пушкина – для финансирования издания Словаря русского языка и произведений русских писателей.

## История
Одним из событий грандиозного юбилея А. Пушкина стала премьера сочинения А.К. Глазунова, которая состоялась на торжественном заседании Академии наук 6 июня (26 мая по старому стилю) 1899 года. Она была исполнена хором Русской оперы. Председателем юбилейной комиссии был автор текста кантаты – Великий князь Константин Константинович.
Хотя произведение и не написано на тексты самого А. С. Пушкина, стоит отметить, что Глазунов ценил лирику поэта и неоднократно обращался к ней при создании своих сочинений. Им написано множество камерно-вокальных произведений на стихи великого поэта. Среди них лучшими считаются «Вакхическая песня» («Что смолкнул веселия глас») и «Восточный романс» («В крови горит огонь желанья»). 
В августе 2002 года кантата была записана в оркестровой версии в Большом зале Московской консерватории, её исполнили Людмила Кузнецова и Всеволод Гривнов с Государственной академической симфонической капеллой России, дирижёр Валерий Полянский. Произведение вошло в коллекцию трудов Глазунова, выпущенную в 2008 году на семи компакт-дисках.

## Структура кантаты
Произведение состоит из пяти частей для соло, хора и фортепиано:
1. Мы многолюдною толпою...
2. У этой тихой колыбели...
3. Прошли младенческие годы...
4. От забот земли унылой...
5. Вечно, славный без сравненья...

## Музыка
Основная тональность кантаты C-dur.
1. Хор. Темп: Allegro. Тональность: C-dur. Размер: 4/4. Хор написан в трехчастной форме и имеет аккордовую фактуру. Он представляет собой хорал.
2. Berseuse, для меццо-сопрано и оркестра. Темп: Allegretto. Тональность: E-dur. Размер: 9/8. Форма: куплетно-вариационная.
3. Хор для меццо-сопрано и хора. Темп: Moderato. Размер: 4/4. Эта часть состоит из двух контрастных разделов (второй представляет собой канон). Первый написал в g-moll, а второй в Es-dur.
4. Ария для тенора, хора и оркестра. Темп: Andante. Тональность: As-dur. Размер: 4/4.
5. Гимн для меццо-сопрано, тенора, хора и оркестра. Темп: Moderato assai. Размер: 3/4. Тональность: F-dur – C-dur. Имеет аккордовую фактуру и ярко выраженный торжественный гимнический характер, хотя и написан в не характерном для подобного жанра размере. Также можно заметить, что композитор делает стилизацию той эпохи, с опорой на музыку М. Глинки.